# ボルケーノ in N.Y.
『ボルケーノ in N.Y.』（- イン ニューヨーク、原題： DISASTER ZONE: VOLCANO IN NEW YORK）は、2006年のアメリカのテレビ映画。

## あらすじ
ニューヨークの水道工事の現場で、溶岩が吹き出す事故が起こる。

## キャスト
| 役名       | 俳優                     | 日本語吹替 |
| ---------- | ------------------------ | ---------- |
| マット     | コスタス・マンディロア   | 落合弘治   |
| レベリング | マイケル・アイアンサイド | 高瀬右光   |
| スーザン   | アレクサンドラ・ポール   | 浅野まゆみ |
|            | マイケル・ボワヴェール   |            |
| RJ         | エリック・ブレカー       | 堀川仁     |
|            | ロン・セルモア           |            |
|            | ザック・サンティアゴ     |            |

- その他の声の吹き替え：鍋田カホル／東城光志／大塚智則／西垣俊作／鈴木貴征／嵜本正和／三宅貴洋／長谷川和哉／植倉大／渡邉絵理／赤城進／中島佳代子